# Daisuke Oku
Daisuke Oku, född 7 februari 1976 i Amagasaki, Japan, död 17 oktober 2014, var en japansk fotbollsspelare. Han avled i sviterna av en bilolycka.